# Leezen
Leezen là một đô thị ở huyện Segeberg, bang Schleswig-Holstein Segeberg, ở bang Schleswig-Holstein, Đức. Đô thị Leezen có diện tích 14,98 km², dân số thời điểm ngày 31 tháng 12 năm 2006 là 1624 người. Đô thị này có cự ly khoảng 40 km về phía đông bắc Hamburg, và 9 km về phía tây nam Bad Segeberg.
Leezen là thủ phủ của Amt ("đô thị tập thể") Leezen.